# Zernez
Zernez és un municipi del cantó dels Grisons (Suïssa), situat a la regió d'Engiadina Bassa/Val Müstair.